# Innere Brücke 26 (Esslingen)

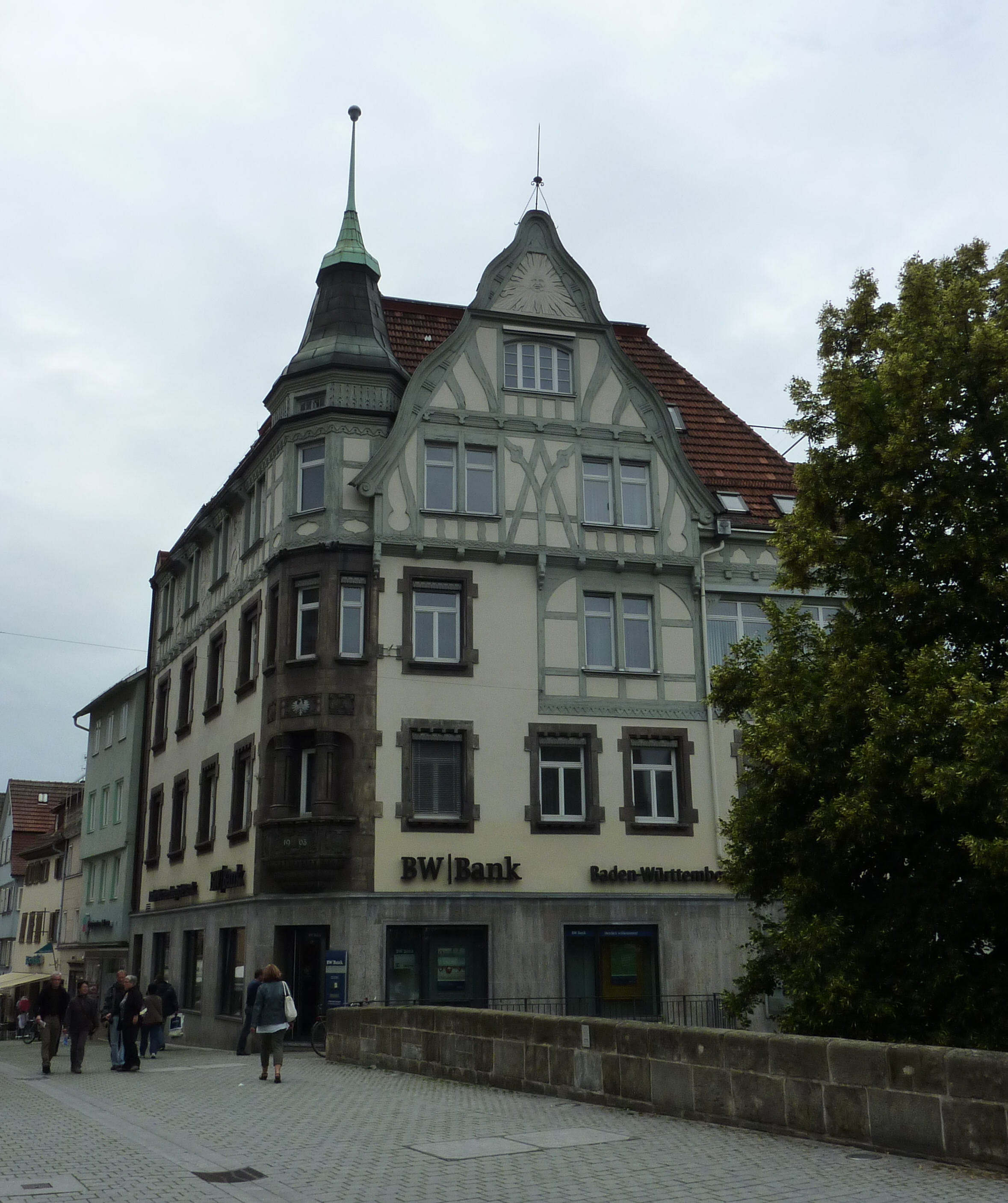
Innere Brücke 26

Das Gebäude Innere Brücke 26 in Esslingen am Neckar ist ein denkmalgeschütztes Wohn- und Geschäftshaus.

## Geschichte
Das Jugendstilgebäude wurde im Jahr 1903 für den Kaufmann Albert Leuze nach Plänen des Architekten Hermann Falch errichtet. Im Erdgeschoss waren Geschäftsräume untergebracht, in den übrigen Geschossen Wohnungen, die bis zu acht Räume umfassten. Der Baukörper ist asymmetrisch gestaltet. Das Dachgeschoss ist straßenseitig ausgebaut; das Haus besitzt einen Erkerturm und einen geschweiften Zwerchgiebel mit einer Sonnenuhr. Neben Zierfachwerkelementen finden sich an den Fassaden auch Putzflächen und Werksteinelemente. Die Themen der Reliefs, mit denen das Haus geschmückt ist, sind dem Märchen- und Fabelfundus entnommen.
Das Haus beherbergt eine Filiale der BW-Bank.

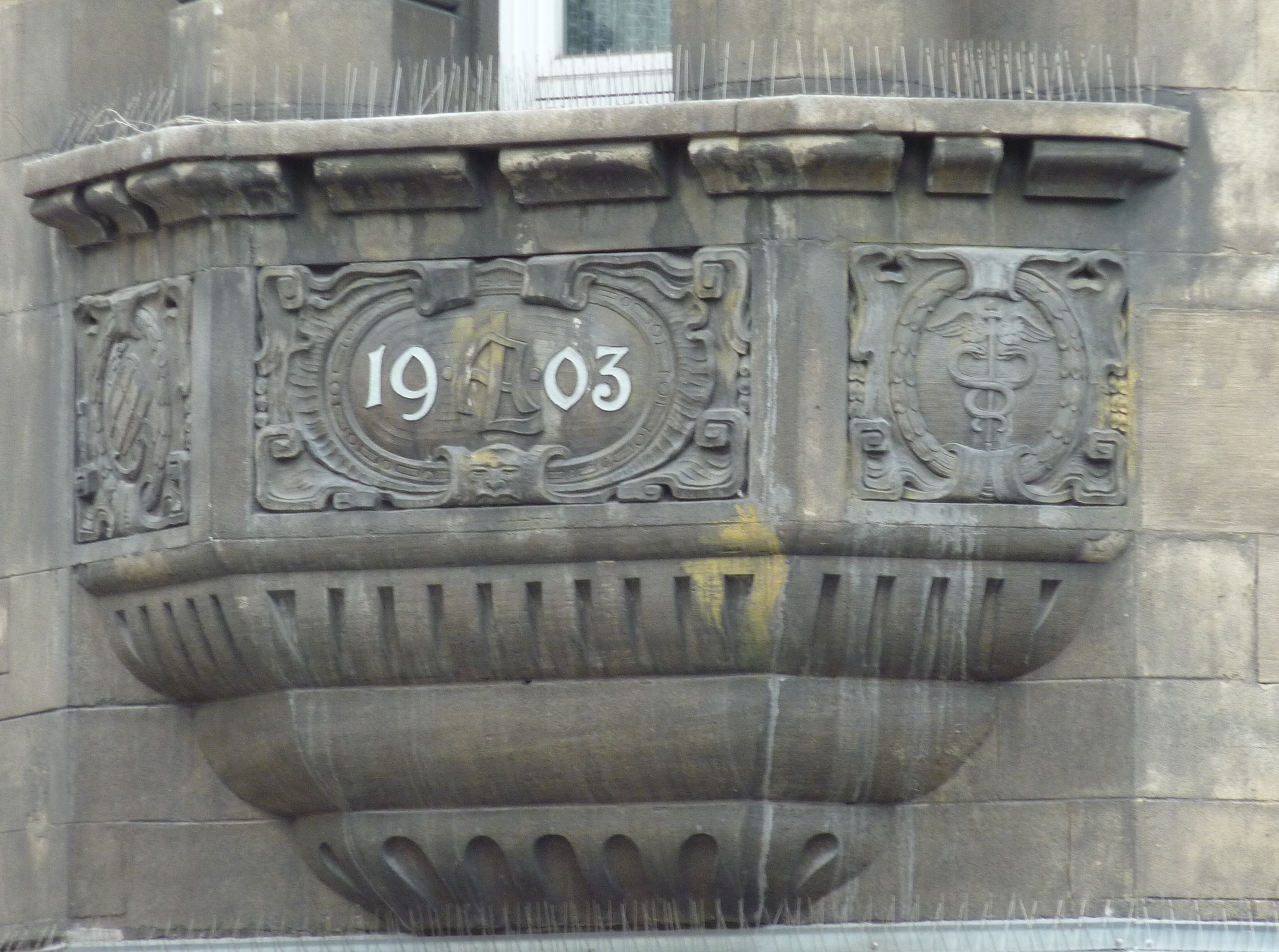
Fassadenschmuck mit Initialen des Bauherrn
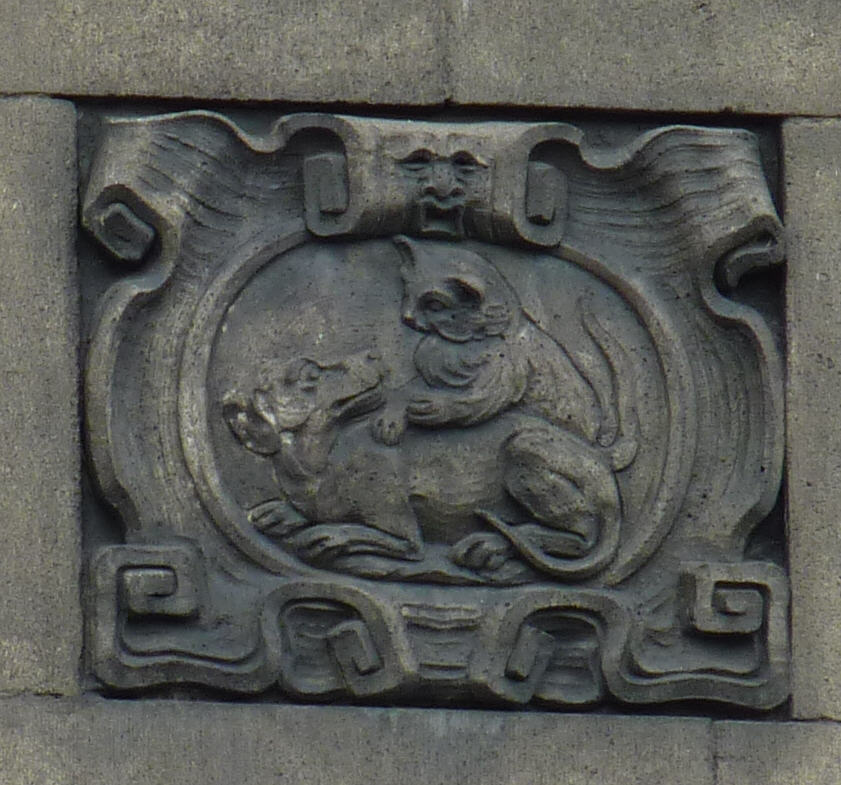
Relief mit Hund und Katze
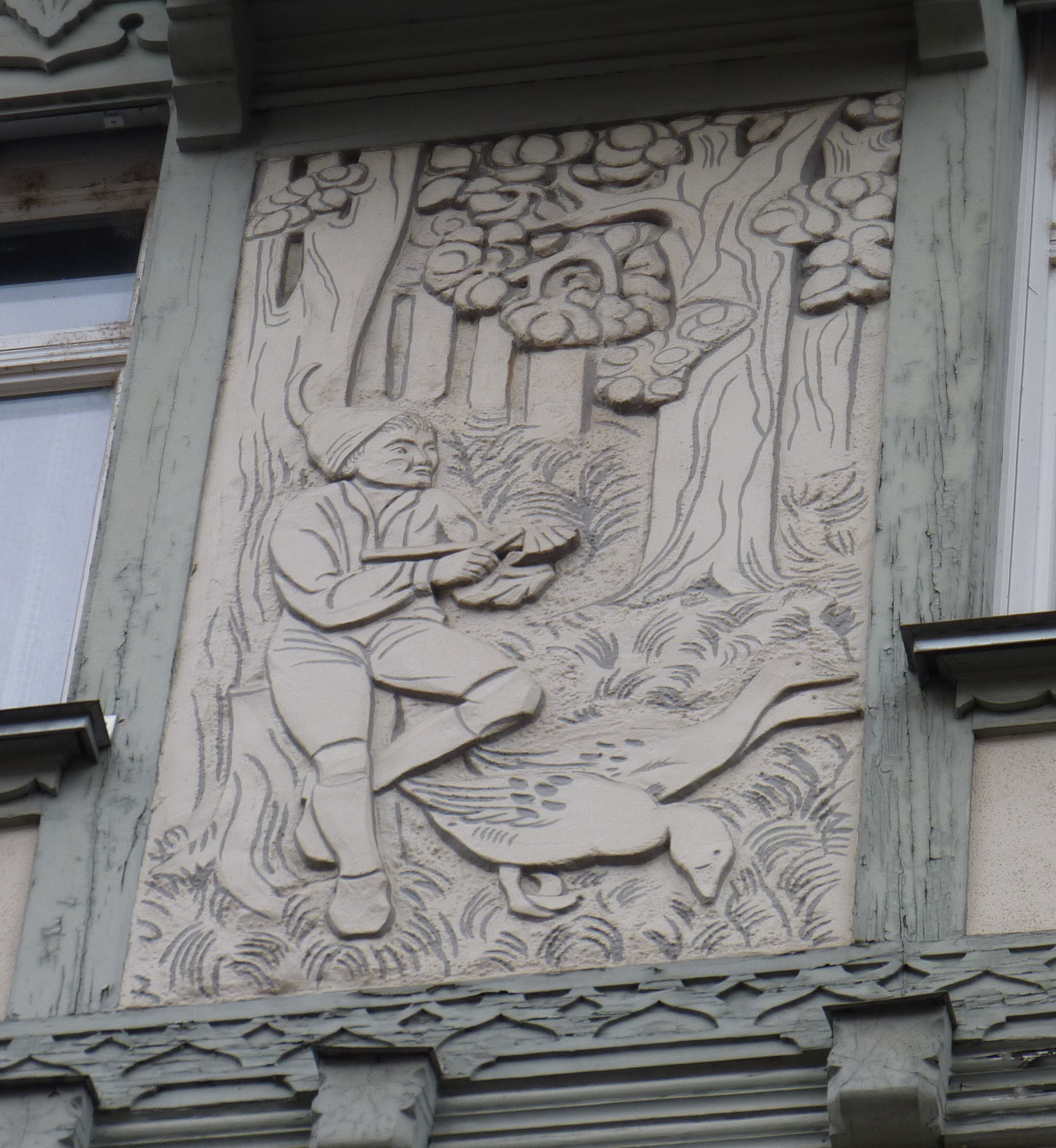
Relief mit Märchenmotiv
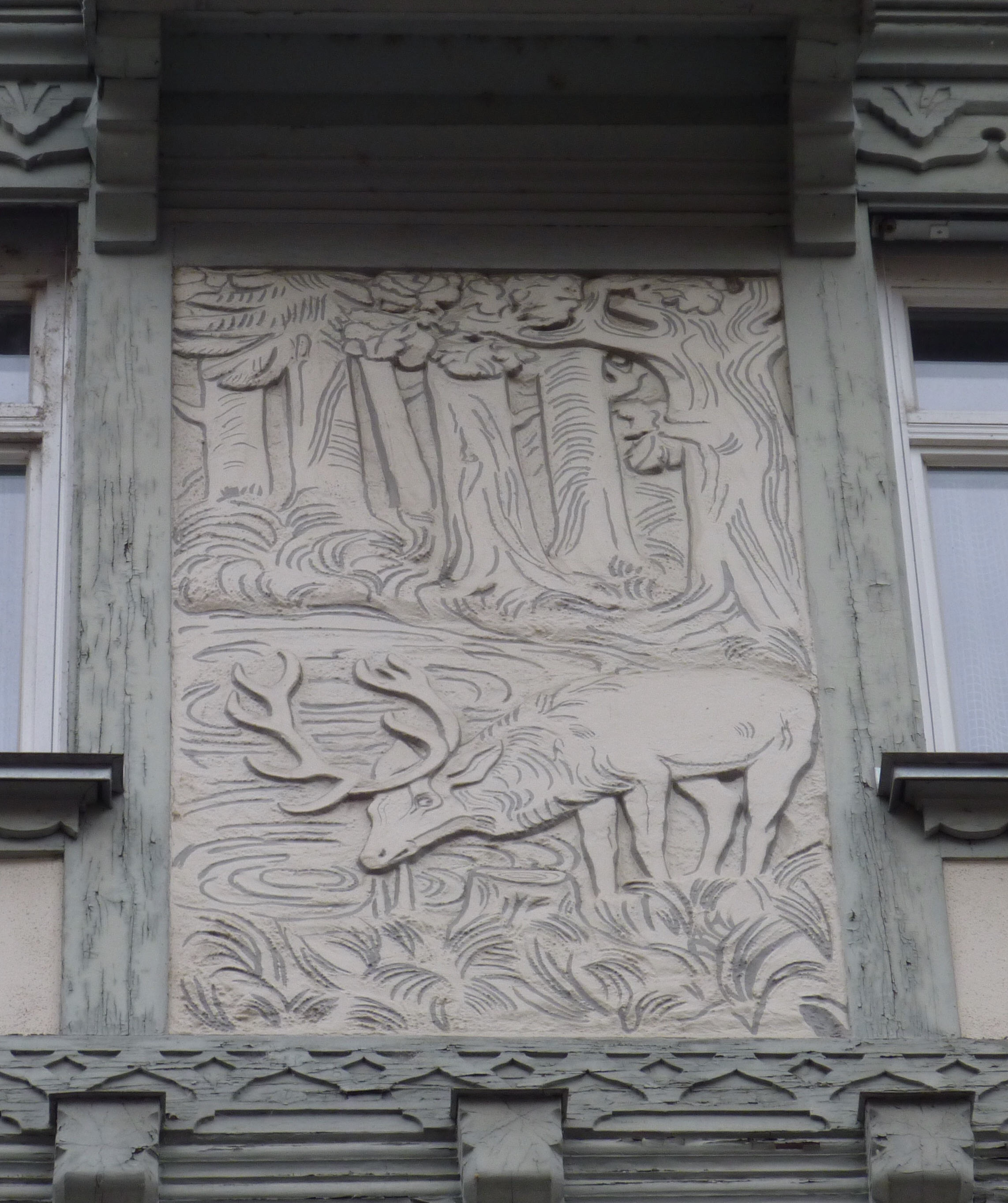
Relief mit trinkendem Hirsch